# Сан-Марко-Еванджеліста
Сан-Марко-Еванджеліста (італ. San Marco Evangelista) — муніципалітет в Італії, у регіоні Кампанія,  провінція Казерта.
Сан-Марко-Еванджеліста розташований на відстані близько 185 км на південний схід від Рима, 24 км на північ від Неаполя, 4 км на південь від Казерти.
Населення — 6462 особи (2014).

## Демографія
Населення за роками:

Станом на 1 січня 2023 року в муніципалітеті офіційно проживало 289 іноземців з 23 країн, серед них 41 громадянин країн Євросоюзу та 34 громадяни України.

## Сусідні муніципалітети
- Каподризе
- Казерта
- Маддалоні
- Марчанізе
- Сан-Нікола-ла-Страда